# Clasificación para los Juegos Olímpicos de Múnich 1972
La Clasificación para los Juegos Olímpicos de Múnich 1972 fue la eliminatoria para definir a los 16 clasificación para el evento de fútbol en los Juegos Olímpicos de Múnich 1972.

## Clasificación

### Europa
La eliminatoria europea se dividió en dos rondas entre el 1 de mayo de 1971 y el 21 de mayo de 1972. Dinamarca, Alemania Oriental, Polonia y Unión Soviética lograron la clasificación en la eliminatoria, mientras que Alemania Occidental clasificó como país anfitrión y Hungría clasificó como campeón defensor.

### Conmebol
El torneo sudamericano se dividió en dos ronda y se jugó del 26 de noviembre al 11 de diciembre de 1971 en Colombia, en donde Brasil y Colombia obtuvieron la clasificación.

### Concacaf
Las rondas clasificatorias y el torneo preolímpico se jugaron del 23 de mayo de 1971 al 28 de mayo de 1972, en donde México y Estados Unidos obtuvieron las dos plazas de la zona.

### África
La clasificación africana se disputó en dos ronda del 7 de marzo de 1971 al 28 de mayo de 1972. Ghana, Marruecos y Sudán fueron los que consiguieron la clasificación a los Juegos Olímpicos de Múnich 1972.

### Asia
La eliminatoria se jugó del 23 de septiembre de 1971 al 3 de mayo de 1972. Birmania, Irán y Malasia fueron los que obtuvieron las tres plazas de la zona.

## Clasificados
- Alemania Federal (Anfitrión)
- Hungría (Campeón defensor)
- Dinamarca
- Alemania Democrática
- Polonia
- Unión Soviética
- Ghana
- Marruecos
- Sudán
- Birmania
- Irán
- Malasia
- México
- Estados Unidos
- Brasil
- Colombia